# Sacrati (famiglia)

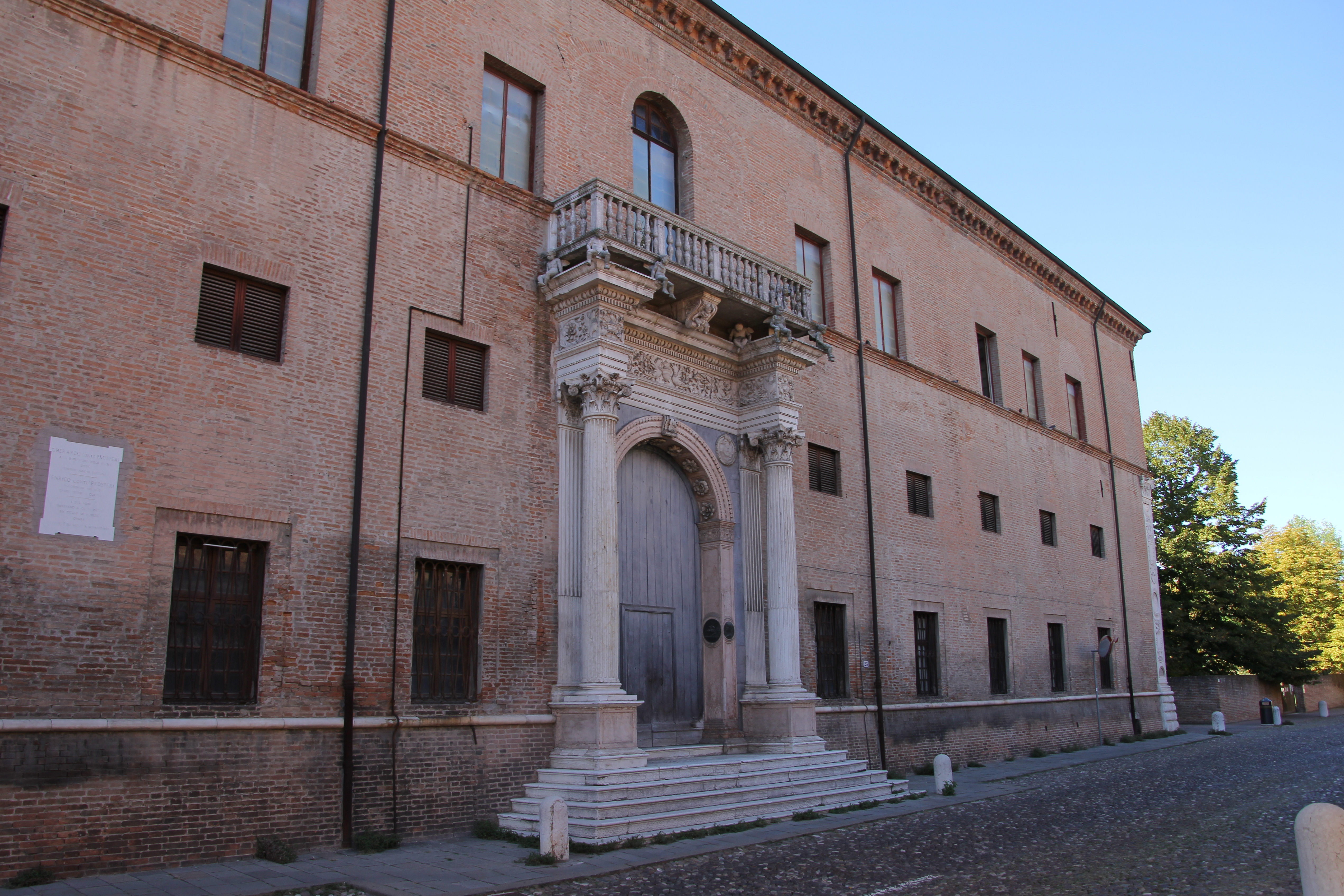
Ferrara, Palazzo Prosperi-Sacrati

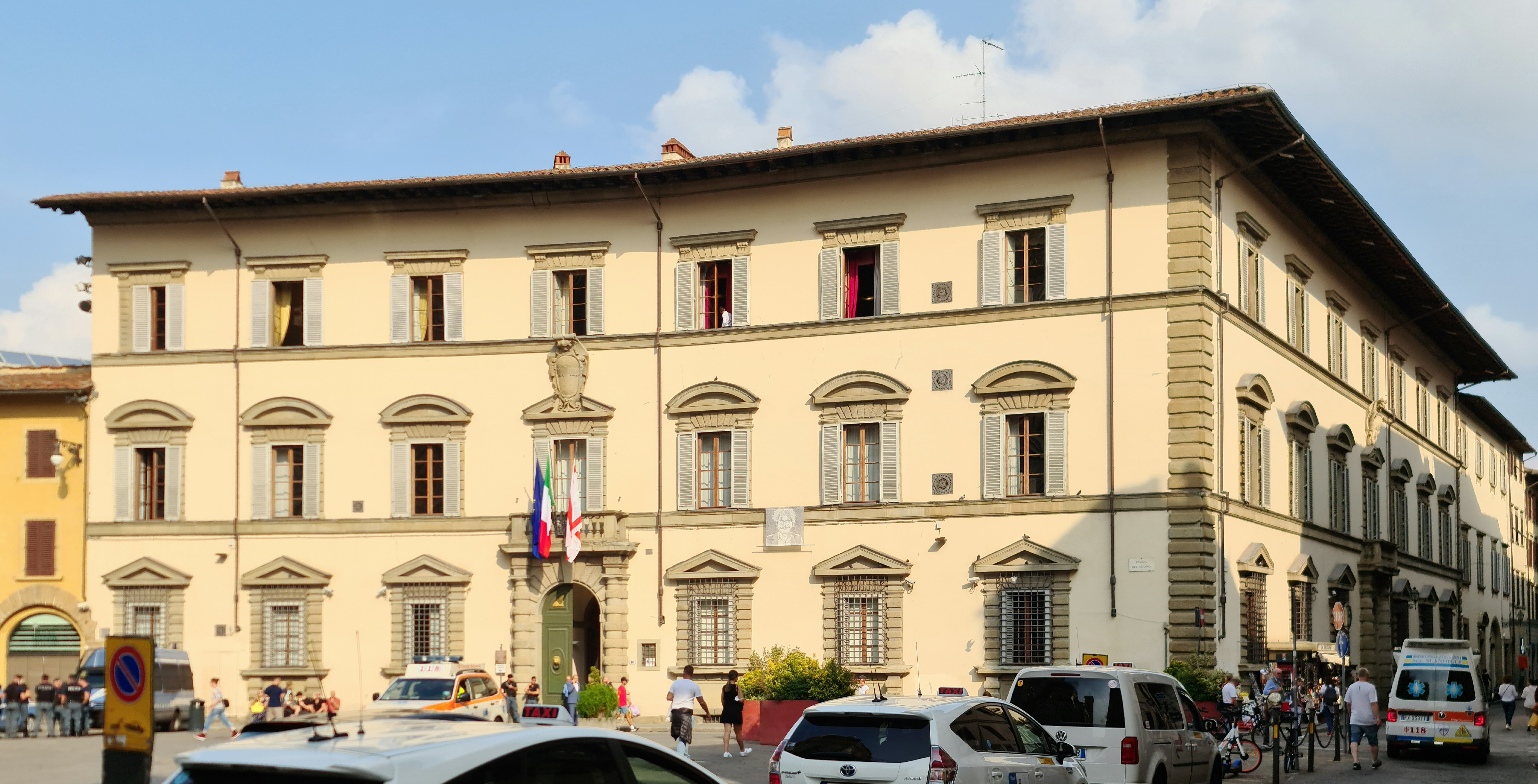
Firenze, Palazzo Strozzi Sacrati

Sacrati (Del Sacrato) è stata una nobile famiglia di Ferrara.
Originaria della Borgogna, si trapiantò prima a Parma e, nel XIII secolo, a Ferrara con Uberto. Questi abitò in una casa sul sagrato della chiesa di Santa Maria Nuova e da allora la famiglia si chiamò del Sacrato e quindi Sacrati.
La famiglia si estinse agli inizi del XIX secolo confluendo nella famiglia Strozzi, che prese il nome Strozzi Sacrati.

## Esponenti illustri
- Pietro I Sacrati (XIII secolo), ambasciatore di papa Clemente V ad Avignone
- Francesco Sacrati (XV secolo), uomo da'armi al servizio di Niccolò III d'Este, signore di Fusignano
- Giacomo Sacrati (XV secolo), militare al servizio di Ercole I d'Este
- Pietro II Sacrati (XV secolo), nipote di Borso d'Este, sposò nel 1474 Lucrezia d'Este, figlia di Meliaduse d'Este
- Ettore Sacrati (XV secolo), consigliere di Ercole I d'Este, fu governatore della Garfagnana
- Paolo Sacrati (1514-1590), teologo e filosofo
- Ercole Sacrati (?-1591), vescovo di Comacchio
- Giacomo Sacrati (?-1593), vescovo di Carpentras
- Giulio Sacrati (1575-1604), al servizio del duca Alfonso II d'Este, capitano di cavalleris
- Tommaso Sacrati (1535-1635), maestro di campo del duca Alfonso II d'Este
- Francesco Sacrati (1567-1623), cardinale
- Alfonso Sacrati (1585-1647), vescovo di Comacchio
- Laomedonte Sacrati (XVI secolo), giureconsulto e professore di diritto all'Università di Ferrara
- Bianca Sacrati (?-inizi XVIII secolo), letterata dell'Accademia degli Intrepidi di Ferrara, sposò Carlo Capilupi
- Scipione Sacrati (?-1733), poeta

## Proprietà
- Palazzo Prosperi-Sacrati a Ferrara
- Riccardi-Strozzi-Sacrati a Firenze